# Катунда
Катунда (порт. Catunda) — муниципалитет в Бразилии, входит в штат Сеара. Составная часть мезорегиона Северо-запад штата Сеара. Входит в экономико-статистический микрорегион Санта-Китерия. Население составляет 10 444 человека на 2022 год. Занимает площадь 784,022 км². Плотность населения — 13,32 чел./км².

## Статистика
- Валовой внутренний продукт на 2003 составляет 16 802 953,00 реала (данные: Бразильский институт географии и статистики).
- Валовой внутренний продукт на душу населения на 2003 составляет 1777,71 реала (данные: Бразильский институт географии и статистики).
- Индекс развития человеческого потенциала на 2000 составляет 0,628 (данные: Программа развития ООН).